# Pecelj, Galicija
Pecelj (nemško Pölzling) je naselje v Občini Galicija v Okraju Velikovec na Koroškem v Avstriji.